# سان جیووانی دی جراچه
سان جیووانی دی جراچه (به ایتالیایی: San Giovanni di Gerace) یک کومونه در ایتالیا است که در استان رجو کالابریا واقع شده‌است. سان جیووانی دی جراچه ۱۳٫۳ کیلومتر مربع مساحت و ۵۷۷ نفر جمعیت دارد.